# بهارفي
بهارفي (بالسنسكريتية: भैरवी)‏، هي إلهة هندوسية، توصف بأنها واحدة من المهافديا، الصور الرمزية العشرة للإلهة الأم. وهي قرينة دكشينامورتي، إله الحكمة والفنون.

## التصوير الأيقوني
توصف وهي تجلس على زهرة اللوتس ولها أربعة أذرع، واحدة تمسك كتابًا، واحدة تمسك حبات المسبحة، واحدة فيها أبهايا مودرا وأخرى مع فارادا مودرا. ترتدي ملابس حمراء وترتدي إكليلا من الرؤوس المقطوعة حول رقبتها. لديها ثلاث عيون ورأسها مزين بهلال. في شكل آخر، تحمل سيفا وكوبا يحتوي على دم ويدان أخريان تظهران أبهايا وفارادا مودراس. وصورت أيضا على أنها جالسة على شيفا، وهي أكثر انتشارا في عبادة التانترا. وهي مرتبطة بشاكرا مولادارا.

## سيرتها
في أحد سيرها، تدعى أيضًا شوبنكاري، مما يعني أنها فاعلة الأعمال المباركة لمحبّيها الذين هم أولادها، أي أنها أم صالحة. كما أنها تفضل العنف والعقاب وسفك الدماء لمن هم غير متدينين وقساة، مما يعني أيضًا أنها أم كل أشكال العنف ضدهم. يقال إنها تعتبر عنيفة ومخيفة لكنها أم حميدة لأطفالها.